# NGC 5354
NGC 5354 (również PGC 49354, UGC 8814 lub HCG 68B) – galaktyka soczewkowata (S0), znajdująca się w gwiazdozbiorze Psów Gończych. Odkrył ją William Herschel 14 stycznia 1788 roku. Jest to galaktyka z aktywnym jądrem typu LINER. Należy do zwartej grupy galaktyk Hickson 68 (HCG 68).